# Аустан
Аустан (кирг. Аустан) — село в Кадамжайском районе Баткенской области Кыргызстана. Входит в состав айылного аймака Майдан.

## География
Село расположено в восточной части области, на правом берегу реки Исфайрамсай, вблизи места впадения в неё реки Аустан, на расстоянии приблизительно 33 километров (по прямой) к юго-востоку от города Кадамжай, административного центра района. Абсолютная высота — 1311 метров над уровнем моря.

## Население
Согласно оценочным данным Национального статистического комитета Кыргызской Республики, численность населения села на начало 2023 года составляла 222 человека.
| год     | 2009 | 2014 | 2015 | 2020 | 2021 | 2023 |
| ------- | ---- | ---- | ---- | ---- | ---- | ---- |
| человек | 216  | 213  | 156  | 203  | 209  | 222  |